# 李章武
李章武（り しょうぶ）は中唐の進士。生卒年不明。中唐期の著名人物として小説や雑録類に散見する。李景亮の『李章武伝』を信じれば、一族の先祖は中山郡に出自を持ち、字は飛卿（ひけい）で排行は18番目であった。
徳宗の貞元年間（基督教暦785年から806年）に進士に及第して東平節度使の李師古に属し、太和の末年（太和は9年（基督教暦836年）迄）には成都の少尹であったという以外は未詳。
学識に満ちて骨董に通じた人物と評され、同時にそれとも関するが長3尺（約1米）の僬（燋）僥人の人臘（じんせき。木乃伊）を所持していたり、進士に及第したばかりの頃に長安城の東端、道政里（どうせいり）内の十字街の東にあった凶宅との評判高き院で怪しい老翁と人骨や驢馬の骨の詰まった篭を持つ老婆に接しても動じなかったというので、怪異に通じて恐れない人物としての評判も集めていたようである。
成都少尹時代に僧尼を集めて仏教経典への通暁如何を試す事があり、それを嘆いた一山僧の為に詩を賦してその難を免れしめたといい、その時の詩が現に残されている。